# Joe Arlauckas
Joseph John Arlauckas, (Rochester, 20 de julio de 1965), es un baloncestista estadounidense retirado y comentarista deportivo durante los partidos de baloncesto en la cadena de televisión Teledeporte.

## Carrera

### Instituto
Su etapa en el baloncesto de base se desarrolló en el Thomas Jefferson High School de Rochester, Nueva York.

### Universidad
Compitió en la NCAA con la Universidad de Niágara los cuatro años reglamentarios (temporadas 1983-84, 1984-85, 1985-86, y 1986-87).

### Profesional
[actualizar]
En marzo de 1993, es nombrado MVP de la Copa del Rey, a pesar de que su equipo perdió la final.
En verano de 1993 firma con el Real Madrid, con una estatura de 206 centímetros y un peso de 105 kg de peso, formó pareja con Arvydas Sabonis en el Real Madrid que ganó la Copa de Europa de Baloncesto de 1995. Será recordado por su poder de anotación y sus grandes mates.
Como datos anecdóticos cabe mencionar que desechó la posibilidad de jugar internacionalmente con Lituania, a pesar de tener antepasados de dicho país báltico y que tiene el récord de anotación en un partido de Euroliga, con 63 puntos ante la Buckler de Bolonia de Arijan Komazec en el año 1996. 
En Liga ACB su máxima anotación fue de 45 puntos en Liga Regular
[actualizar]

## Palmarés

### Títulos de club
- 1 Copa de Italia: 1988.
- 1 Euroliga: 1995.
- 1 Liga ACB: 1994.
- 1 Eurocopa de la FIBA (antigua Recopa de Europa de baloncesto) : 1997.

### Distinciones individuales
- Gigante extranjero de la liga española 1991-92, 1992-93, 1993-94.
- MVP Copa del Rey de 1993.